# Холдорф (Мекленбург)
Холдорф (њем. Holdorf) општина је у њемачкој савезној држави Мекленбург-Западна Померанија. Једно је од 91 општинског средишта округа Нордвестмекленбург. Према процјени из 2010. у општини је живјело 420 становника. Посједује регионалну шифру (AGS) 13058048.

## Географски и демографски подаци
Холдорф се налази у савезној држави Мекленбург-Западна Померанија у округу Нордвестмекленбург. Општина се налази на надморској висини од 39 метара. Површина општине износи 13,5 km². У самом мјесту је, према процјени из 2010. године, живјело 420 становника. Просјечна густина становништва износи 31 становника/km².